# Port Talbot Football League
Port Talbot & District Football League, còn có tên là M.P.N. Port Talbot Football League vì lý do tài trợ, là một giải bóng đá dành cho các đội không chuyên ở vùng Port Talbot, miền Nam Wales. Thành lập năm 1926, đây là một trong những giải đấu lâu đời nhất ở Wales.  Giải đấu chính gồm một hạng đấu. Cũng có thêm một hạng đấu Dự bị.  Ngoại Hạng là hạng dưới của South Wales Senior League Hạng Nhì, và vì vậy nằm ở cấp độ 7 trong Hệ thống giải bóng đá Wales.

## Bối cảnh
Giải đấu được chia làm 3 hạng đấu khác nhau với sự lên xuống hạng diễn ra ở cuối mỗi mùa giải. Hạng cao nhất là M.P.N. Port Talbot Premier League, theo sau bởi M.P.N. Port Talbot Division One. Hạng đấu thứ ba là M.P.N. Port Talbot Reserve Division và được thành lập năm 2010.
Giải đấu được quản lý bởi Mr. Mr T. Lewis (Chủ tịch), Mr A. Short (Phó Chủ tịch), Mr B. Owen (Thủ quỹ) và Mr. David King (Tổng Thư ký). Mùa giải 2013-14 có 22 đội tham gia ở hai hạng đấu, gồm 9 đội ơ Ngoại Hạng và 13 đội ở Hạng Dự bị.
Các đội bóng đã lên hạng cao hơn từ Port Talbot Football League gồm Goytre United và Cornelly United.

## Câu lạc bộ hiện tại
Có 22 câu lạc bộ thi đấu ở Port Talbot Football League mùa giải 2013–14.
| Ngoại Hạng          | Hạng Nhất                  | Hạng Dự bị                    |
| ------------------- | -------------------------- | ----------------------------- |
| Cornelly United     | Bell Inn                   | Baglan Red Dragons            |
| Croeserw Athletic   | Cwmafan Dự bị              | Cefn Cribbwr                  |
| Cwmafan             | Gas Club                   | Cornelly United Dự bị         |
| Fairfield Wednesday | Kenfig Hill                | Goytre United                 |
| Glyncorrwg          | Margam YC Dự bị            | Kenfig Hill Dự bị             |
| Gwynfi United       | Newton Wanderers           | Port Talbot Tigers Dự bị      |
| Inter Dunes         | Port Talbot Town           | Porthcawl Town Athletic Dự bị |
| Margam YC           | Porthcawl Town Athletic    | Tata Steel                    |
| Port Talbot Tigers  | Red Dragon United          |                               |
|                     | Trefelin Boys & Girls Club |                               |

## Thành tích gần đây

### Ngoại Hạng
| Mùa giải  | Vô địch          | Á quân           | Hạng ba       |
| --------- | ---------------- | ---------------- | ------------- |
| 2007–2008 | Grove Park       | Cornelly United  | Cwmafan       |
| 2008–2009 | Real Bay View CF | Gwynfi United    | Margam YC     |
| 2009–2010 | Cornelly United  | Real Bay View CF | Gwynfi United |
| 2010–2011 | Cwmafan          | Real Bay View CF | Gwynfi United |
| 2011-2012 | Cornelly United  | Margam YC        | Cwmafan       |
| 2012-2013 | Margam YC        | Glyncorrwg       | Cwmafan       |

### Hạng Nhất
| Mùa giải  | Vô địch                 | Á quân               | Hạng ba                 |
| --------- | ----------------------- | -------------------- | ----------------------- |
| 2007–2008 | Real Bay View CF        | Gwynfi United        | Cornelly United (B)     |
| 2008–2009 | Port Talbot Town Exiles | Abercregan Refresh   | Porthcawl Town Athletic |
| 2009–2010 | Cornelly United (B)     | Real Bay View CF (B) | Caradoc Galacticos      |
| 2010–2011 | Port Talbot Tigers      | Croeserw Athletic    | Fairfield Wednesday     |